# Irische Frauen-Cricket-Nationalmannschaft in Simbabwe in der Saison 2023/24
Die Tour der irischen Frauen-Cricket-Nationalmannschaft nach Simbabwe in der Saison 2023/24 fand vom 18. Januar bis zum 2. Februar 2023 statt. Die internationale Cricket-Tour war Bestandteil der internationalen Cricket-Saison 2023/24 und umfasste drei WODIs und fünf WTwenty20s. Irland gewann die WODI-Serie 2−0 und die WTwenty20-Serie 5−0.

## Vorgeschichte
Irland spielte zuvor eine Tour gegen Schottland in Spanien; für Simbabwe ist es die erste Tour der Saison. Das letzte Aufeinandertreffen der beiden Mannschaften bei einer Tour fand in der Saison 2021/22 in Simbabwe statt.

## Stadion
Das folgende Stadion wurde für die Tour als Austragungsort vorgesehen.
| Stadion            | Stadt  | Kapazität | Spiele                     |
| ------------------ | ------ | --------- | -------------------------- |
| Harare Sports Club | Harare | 10.000    | 1. – 3. WODI; 1. – 5. WT20 |

## Kaderlisten
Die Mannschaften gaben vor der Tour folgende Kader bekannt.
| WODI | WODI | WTwenty20 | WTwenty20 |
| Simbabwe | Irland | Simbabwe | Irland |
| --- | --- | --- | --- |
| - Mary-Anne Musonda (K) - Beloved Biza - Kudzai Chigora - Francisca Chipare - Chiedza Dhururu (wk) - Nyasha Gwanzura - Lindokuhle Mabhero - Precious Marange - Michelle Mavunga - Audrey Mazvishaya - Pellagia Mujaji - Chipo Mugeri-Tiripano - Christine Mutasa - Ashley Ndiraya - Kelis Ndhlovu - Nomvelo Sibanda - Loreen Tshuma - Adel Zimunu | - Laura Delany (K) - Ava Canning - Alana Dalzell - Georgina Dempsey - Sarah Forbes - Amy Hunter (wk) - Arlene Kelly - Gaby Lewis - Joanna Loughran - Jane Maguire - Cara Murray - Leah Paul - Orla Prendergast - Freya Sargent - Rebecca Stokell | - Mary-Anne Musonda (K) - Beloved Biza - Kudzai Chigora - Francisca Chipare - Chiedza Dhururu (wk) - Nyasha Gwanzura - Lindokuhle Mabhero - Precious Marange - Michelle Mavunga - Audrey Mazvishaya - Pellagia Mujaji - Chipo Mugeri-Tiripano - Christine Mutasa - Ashley Ndiraya - Kelis Ndhlovu - Nomvelo Sibanda - Loreen Tshuma - Adel Zimunu | - Laura Delany (K) - Ava Canning - Alana Dalzell - Georgina Dempsey - Amy Hunter (wk) - Arlene Kelly - Gaby Lewis - Louise Little - Joanna Loughran - Sophie MacMahon - Cara Murray - Leah Paul - Orla Prendergast - Freya Sargent - Rebecca Stokell |

## Tour Match
| 16. Januar Scorecard | Harare (HSC) | Irland 222-4 (36/36)                     | – | Simbabwe A 101 (31.3/36) |
|                      |              | Irland gewinnt mit 151 Runs (D/L method) |   |                          |

## Women’s One-Day Internationals

### Erstes WODI in Harare
| 18. Januar Scorecard | Harare (HSC) | Simbabwe 170 (42.5/44)                     | – | Irland 110-0 (13.1/21) |
|                      |              | Irland gewinnt mit 10 Wickets (D/L method) |   |                        |

Irland gewann den Münzwurf und entschied sich als Feldmannschaft zu beginnen. Als Spielerin des Spiels wurde Gaby Lewis ausgezeichnet.

### Zweites WODI in Harare
| 21. Januar Scorecard | Harare (HSC) | Simbabwe 227-9 (50)              | – | Irland 202-9 (43/43) |
|                      |              | Spiel unentschieden (D/L method) |   |                      |

Irland gewann den Münzwurf und entschied sich als Feldmannschaft zu beginnen. Keine Cricketspielerin wurde als Spielerin des Spiels ausgezeichnet.

### Drittes WODI in Harare
| 23. Januar Scorecard | Harare (HSC) | Irland 180 (48.1)          | – | Simbabwe 99 (30.5) |
|                      |              | Irland gewinnt mit 81 Runs |   |                    |

Simbabwe gewann den Münzwurf und entschied sich als Feldmannschaft zu beginnen. Als Spielerin des Spiels wurde Cara Murray ausgezeichnet.

## Women’s Twenty20 International

### Erstes WTwenty20 in Harare
| 26. Januar Scorecard | Harare (HSC) | Irland 191-3 (20)          | – | Simbabwe 134-5 (20) |
|                      |              | Irland gewinnt mit 57 Runs |   |                     |

Irland gewann den Münzwurf und entschied sich als Schlagmannschaft zu beginnen. Als Spielerin des Spiels wurde Amy Hunter ausgezeichnet.

### Zweites WTwenty20 in Harare
| 28. Januar Scorecard | Harare (HSC) | Irland 172-3 (20)          | – | Simbabwe 130-8 (20) |
|                      |              | Irland gewinnt mit 42 Runs |   |                     |

Simbabwe gewann den Münzwurf und entschied sich als Feldmannschaft zu beginnen. Als Spielerin des Spiels wurde Laura Delany ausgezeichnet.

### Drittes WTwenty20 in Harare
| 30. Januar Scorecard | Harare (HSC) | Irland 169-3 (20)          | – | Simbabwe 109-7 (20) |
|                      |              | Irland gewinnt mit 60 Runs |   |                     |

Irland gewann den Münzwurf und entschied sich als Schlagmannschaft zu beginnen. Als Spielerin des Spiels wurde Orla Prendergast ausgezeichnet.

### Viertes WTwenty20 in Harare
| 1. Februar Scorecard | Harare (HSC) | Simbabwe 65-5 (8/8)                       | – | Irland 70-1 (7.5/8) |
|                      |              | Irland gewinnt mit 9 Wickets (D/L method) |   |                     |

Irland gewann den Münzwurf und entschied sich als Feldmannschaft zu beginnen. Als Spielerin des Spiels wurde Orla Prendergast ausgezeichnet.

### Fünftes WTwenty20 in Harare
| 2. Februar Scorecard | Harare (HSC) | Irland 138-7 (20)          | – | Simbabwe 124-8 (20) |
|                      |              | Irland gewinnt mit 14 Runs |   |                     |

Simbabwe gewann den Münzwurf und entschied sich als Feldmannschaft zu beginnen. Als Spielerin des Spiels wurde Orla Prendergast ausgezeichnet.

## Auszeichnungen

### Player of the Series
Als Player of the Series wurde der folgende Spieler ausgezeichnet.
| Serie | Player of the Series |
| ----- | -------------------- |
| WODI  | –                    |
| WT20  | Amy Hunter           |

### Player of the Match
Als Player of the Match wurden die folgenden Spielerinnen ausgezeichnet.
| Spiel   | Player of the Match |
| ------- | ------------------- |
| 1. WODI | Gaby Lewis          |
| 2. WODI | –                   |
| 3. WODI | Cara Murray         |
| 1. WT20 | Amy Hunter          |
| 2. WT20 | Laura Delany        |
| 3. WT20 | Orla Prendergast    |
| 4. WT20 | Orla Prendergast    |
| 5. WT20 | Orla Prendergast    |